# Dietmar Urbanek
Dietmar Urbanek (* 16. Mai 1949) ist ein ehemaliger deutscher Fußballtorwart. Er spielte mit Dynamo Dresden in der DDR-Oberliga, der höchsten Spielklasse im DDR-Fußball. 1973 wurde er mit Dynamo Dresden DDR-Fußballmeister.

## Sportliche Laufbahn
Nur wenige Tage nach seinem 21. Geburtstag kam Dietmar Urbanek zu seinem ersten Oberligaspiel. In der Partie des 24. Spieltages am 20. Mai 1970 Dynamo Dresden – Hallescher FC Chemie (3:0) wurde er zu Beginn der zweiten Halbzeit für Torwart Manfred Kallenbach eingewechselt. Zuvor hatte er schon eine Halbzeit lang mit der B-Nationalmannschaft ein Testspiel bestritten. Zur Saison 1970/71 war die zweite Mannschaft von Dynamo Dresden in die zweitklassige DDR-Liga aufgestiegen, und Urbanek war als erster Torwart benannt worden. Tatsächlich erhielt der zwei Jahre jüngere Claus Boden den Vorzug, und Urbanek wurde nur in zwei DDR-Liga-Spielen eingesetzt. Zu Beginn der Rückrunde wurde er zum Oberligakonkurrenten BSG Stahl Riesa delegiert. Dort bestritt er neun der restlichen dreizehn Punktspiele. In der Spielzeit 1971/72 war Urbanek unbestrittener Stammtorwart der Riesaer, denn er wurde in allen 26 Oberligaspielen eingesetzt. Da aber die BSG Stahl abstieg, kehrte er wieder zu Dynamo Dresden zurück. Dort musste er sich 1972/73 nun in der Oberliga wieder hinter Claus Boden einreihen und kam nur zu einem Oberligaeinsatz. Dies war sein geringer Anteil an der Meisterschaft, die Dynamo Dresden in dieser Saison gewann. Auch von den 26 DDR-Ligaspielen der zweiten Mannschaft bestritt Urbanek nur sieben Partien. In den zwei folgenden Spielzeiten pendelte er weiter zwischen Oberliga (1973/74 fünf Einsätze, 1974/75 vier) und DDR-Liga (zwölf bzw. sieben Punktspiele). Seine letzte Saison bei Dynamo Dresden absolvierte Urbanek 1975/76. Er wurde zwar für die Oberliga als zweiter Torwart gemeldet, kam aber nur in sechzehn der zweiundzwanzig DDR-Ligaspiele der zweiten Mannschaft zum Einsatz. Zur Spielzeit 1976/77 wechselte er zum DDR-Ligisten TSG Gröditz. Nach sechs Punktspieleinsätzen wurde er zu einem halbjährigen Reservistendienst in der Nationalen Volksarmee einberufen und spielte während dieser Zeit bei der Armeesportgemeinschaft ASG Vorwärts Dessau, für die er bis April 1977 vier Spiele in der DDR-Liga absolvierte. Zur Saison 1977/78 schloss sich Urbanek der Fußballspielvereinigung Lokomotive Dresden an, die ebenfalls in der DDR-Liga vertreten war. Die Dresdner wurden Staffelsieger und nahmen an der Aufstiegsrunde zur Oberliga teil, scheiterten dort aber. Urbanek hatte lediglich an vier Punktspielen teilgenommen und beendete anschließend seine Laufbahn als Leistungssportler. Innerhalb von neun Spielzeiten war er auf 46 Oberliga- und 58 DDR-Ligaeinsätze gekommen.